# Arkadiusz Najemski
Arkadiusz Najemski (ur. 12 stycznia 1996 w Warszawie) – polski piłkarz występujący na pozycji obrońcy w Motorze Lublin.

## Kariera piłkarska

### Kariera klubowa
Najemski jest wychowankiem Legii Warszawa i początkowo występował w zespołach juniorskich i rezerwach tego zespołu na poziomie III ligi. W lipcu 2016 został wypożyczony na rok do występującego wówczas w I lidze Zagłębia Sosnowiec. W sezonie 2016/2017 wystąpił w 24 meczach i zdobył dwie bramki, w tym jedną w meczu szóstej kolejki z Górnikiem Zabrze, dającą wyrównanie; Zagłębie wygrało mecz 2:1. W czerwcu 2017 został wykupiony przez Zagłębie i podpisał dwuletni kontrakt z klubem. 2 lutego 2018 rozwiązał jednak umowę i dołączył do składu rezerw Legii Warszawa. 28 lutego 2018 został włączony do pierwszej drużyny Legii Warszawa, ale na poziomie ekstraklasy nie wystąpił w żadnym spotkaniu.
W maju 2018 podpisał roczny kontrakt z opcją przedłużenia o rok z Wigrami Suwałki. 19 kwietnia 2019 w wyjazdowym meczu z Podbeskidziem Bielsko-Biała zdobył wyrównującą bramkę w doliczonym czasie gry. W sumie w pierwszym sezonie występów w Wigrach zanotował 26 spotkań i zdobył dwa gole, a w czerwcu 2019 przedłużył kontrakt z klubem. W ciągu dwóch lat występów w Suwałkach zaliczył w rozgrywkach ligowych i pucharowych 47 występów (46 w pierwszym składzie) i strzelił pięć bramek. 10 sierpnia 2020 został zawodnikiem pierwszoligowego GKS-u Bełchatów.
11 lutego 2021 podpisał kontrakt z Motorem Lublin, który miał obowiązywać od 1 lipca 2021, jednak po porozumieniu obydwu klubów zawodnik przeszedł na zasadzie transferu definitywnego do Motoru przed rozpoczęciem rundy wiosennej sezonu 2020/2021. Z lubelskim zespołem zanotował dwa kolejne awanse – w sezonie 2022/2023 do I ligi, a w sezonie 2023/2024 do ekstraklasy.

### Kariera reprezentacyjna
Najemski występował w reprezentacji Polski juniorów w kilku kategoriach wiekowych. Debiut w kadrze U-15 zanotował 9 listopada 2010 w wyjazdowym meczu przeciwko reprezentacji Niemiec U-15 (1:5). Wystąpił również w rewanżu, rozegranym dwa dni później (0:2). Ponadto występował w kadrze U-16 oraz U-17 w meczach eliminacji Mistrzostw Europy 2017. W eliminacjach zagrał między innymi w meczach z Bułgarią (2:1), Hiszpanią (0:1) i Czechami (1:1). Był powoływany również do kadry U-18.